# Balázs Péter (színművész)
Balázs Péter (Budapest, 1943. március 5. –) Kossuth- és Jászai Mari-díjas magyar színművész, rendező, szinkronszínész. 2007 és 2021 között a szolnoki Szigligeti Színház igazgatója volt.

## Életpályája
Művészcsaládból származik. Édesanyja Balázsné Mednyánszky Henriette balettművész; édesapja Balázs János színész, rendező. Nagynénje-keresztanyja Mednyánszky Ági színművésznő.
Középiskolai tanulmányait a Toldy Ferenc Gimnáziumban kezdte, majd a II. Rákóczi Ferenc Gimnáziumban érettségizett. Édesapja építészmérnöknek szánta, de ő a színész mesterséget választotta.
1965-ben végzett a Színház- és Filmművészeti Főiskolán. Pályája a veszprémi Petőfi Színházban kezdődött, majd 1970-ben a budapesti Vígszínházban folytatódott, ahol 1989-ben rendezőként bemutatkozott. 1995-től szabadfoglalkozású színész.
Főleg komikus szerepeiről ismert, több filmben is játszott, és népszerű szinkronszínész.
1998–99-ben az RTL Klub Receptklub című műsorának vezetője.
A szolnoki önkormányzat, a szakmai testületek jelöltje ellenében, 2007-ben a Szolnoki Szigligeti Színház igazgatójává nevezte ki, mely döntést heves kritikák érték. 2011-ben a közgyűlés további négy évvel meghosszabbította szerződését. 2021-ben nem pályázott újabb periódusra.
2013-ban, Eszenyi Enikő mellett megpályázta a Vígszínház igazgatói székét. Első körben a főváros mindkét pályázatot érvénytelennek nyilvánította. Balázs Péter 2014. január 3-án bejelentette, hogy nem pályázik ismét. Ezt így indokolta: „Hiszem, hogy az én polgári színházi törekvéseimnek helye van a főváros színházi életében, de azt nem szeretném, hogy elképzeléseim politikai csatározásokra adjanak okot, a Vígszínház régi rangja és méltósága, a közönséggel évtizedek alatt kialakított kapcsolata ne szenvedjen kárt. E gondolat jegyében határoztam így.”
1967-ben feleségül vette Botár Csillát. Gyermekeik: Bianka és Bence.

## Színházi munkáiból
A Színházi adattárban 166 (színész: 135; rendező: 31) bemutatóját regisztrálták. A digitális adatbázis hatvannégy fényképet is őriz alakításairól.

### Szerepei
- Shakespeare:
  - Ahogy tetszik (Amiens)
  - Lóvá tett lovagok (Don Adriano de Armado)
  - Vízkereszt, vagy amit akartok (Fábián)
  - Antonius és Cleopatra (Alexas)
- Pirandello: Az ember, az állat és az erény (Giglio)
- Goldoni: A hazug (Brighella)
- Swinarski: Szűzek lázadása (Püton)
- Visnyevszkij: Optimista tragédia (Német tiszt)
- Szerb Antal. Ex (Medina Sidonia)
- Száraz György: Királycsel (Zsigmond)
- Molnár Ferenc:
  - Játék a kastélyban (Ádám; Gál)
  - Delila (Virág)
- Arbuzov: Egy boldogtalan ember boldog napjai (Első egyetemista)
- Szakonyi Károly: Adáshiba (Dünci[9])
- Neil Simon: Furcsa pár (Oscar Madison)
- Ödön von Horváth: Mesél a bécsi erdő (Oszkár)
- Déry Tibor–Pós Sándor–Presser Gábor–Adamis Anna: Képzelt riport egy amerikai popfesztiválról (Manuel)
- Buero Vallejo: Az értelem álmai (Don Francisco Tadeo Colomarde)
- Presser Gábor–Adamis Anna: Harmincéves vagyok[10]
- Plenzdorf: Az Ifjú W. újabb szenvedései (apa)
- Ken Kesey: Kakukkfészek (Cheswick)
- Örkény István: Pisti a vérzivatarban (A tevékeny PISTI)
- Plautus–Titus Maccius: A hetvenkedő katona (Pyrhopolinices)
- Füst Milán: A sanda bohóc (Zakó Benedek)
- Szörényi Levente–Bródy János–Boldizsár Miklós: István, a király (Basa)
- Caragiale: Farsang (Makhosz Razachescu)
- Ionesco:
  - A kopasz énekesnő (A tűzoltóparancsnok)
  - Rinocéroszok (Papillon úr)
- Presser Gábor–Sztevanovity Dusán: A padlás (Témüller)
- Gorkij: Éjjeli menedékhely (Kosztiljov)
- Dürrenmatt: A nagy Romulusz (Tullius Rotondus)
- Arhur Miller: Közjáték Vichyben (Marchand)
- Békés Pál: Össztánc
- Lehár Ferenc: Luxemburg grófja (Sir Basil)
- Kodály Zoltán: Háry János (Ebelastin lovag)
- Thornton Wilder: A mi kis városunk (Mr. Gibbs)
- Huszka Jenő: Mária főhadnagy (Zwickli Tóbiás)
- Maugham: Színház (Michael Gosselyn)
- Kacsóh Pongrác–Heltai Jenő: János vitéz (Francia király)

### Rendezések
| - Dario Niccodemi: Hajnalban, délben, este. (Első rendezése: 1989, 1996 - Selmeczi Tibor: Csak úgy, mint otthon - Régi pesti kabaré (Szombathy Gyula és Balázs Péter összeállítása) - Lestyán Sándor–Vaszary János: Potyautas - Georges Feydeau: A női szabó - Az élet egy kabaré - Micsuda kabaré - Jean de Létraz: Kié a baba - Hunyady Sándor: - Bakaruhában - Feketeszárú cseresznye (1197, 2008) - Zilahy Lajos: Házasságszédelgő - Pesti kabaré - Bíró Lajos: Sárga liliom - Szüle Mihály: Egy bolond százat csinál | - Stein-Aléchem-Bock: Hegedűs a háztetőn - Csiky Gergely: A nagymama - Békeffi István–Lajtay Lajos: Régi nyár - Molnár Ferenc: Delila (2005, 2006, 2007) - 'Nincsen hónap Rejtő nélkül' - Kiss József: Oké, Néró Aquincumban - Zerkovitz Béla–Szilágyi László: Csókos asszony - Zágon István–Nóti Károly: Hyppolit, a lakáj - Kacsóh Pongrácz: János vitéz - Maugham–Nádas Gábor–Szenes Iván: Imádok férjhez menni - Neil Simon: Pletyka - Goldoni: Mirandolina |

## Magyar Rádió
- Kemény Egon – Gál György Sándor – Erdődy János: „Komáromi farsang” (1957) Daljáték 2 részben Csokonai Vitéz Mihály – Ilosfalvy Róbert, Zenthe Ferenc, Lilla – Házy Erzsébet, Korompai Vali, Deák Sándor, Gönczöl János, Berky Lili, Bilicsi Tivadar, Szabó Ernő, Hlatky László, Fekete Pál, Lehoczky Éva, Völcsey Rózsi, Gózón Gyula, Rózsahegyi Kálmán, Csurgói diákok – Baracsi Ferenc, Balázs Péter, Egressi István. A Magyar Rádió Szimfonikus Zenekarát Lehel György vezényelte Zenei rendező: Ruitner Sándor Rendező: László Endre

## Filmjei

### Játékfilmek
- Váltókulcs-azonosító berendezés, avagy ördöge van Szekeresnek[12]
- Tilos a szerelem (1965) – Bartos
- Patyolat akció (1965)
- Az özvegy és a százados (1967)
- Emberrablás magyar módra – nálunk ez lehetetlen (1972)
- Fuss, hogy utolérjenek! (1972)
- Harminckét nevem volt (1972)
- Makra (1972)
- Egy kis hely a nap alatt (1974) – Józsi, taxis
- Pókháló (1973) – Galambos újságíró
- Jelbeszéd (1974) – Dr. Sík
- Álmodó ifjúság (1974)
- 141 perc a befejezetlen mondatból (1975) – Rendőr
- Ballagó idő (1976) – a rendőr
- Pókfoci (1976) – a tanár
- Dóra jelenti (1978) – Halápy, konzul
- Égigérő fű (1979)
- Boldog születésnapot, Marilyn! (1980)
- Circus Maximus (1980) – Orvos százados
- Kojak Budapesten (1980)
- Misi Mókus kalandjai (1982) – A gyümölcsös; Sámuel, a teve [hang]
- A szeleburdi család (1981) – Belvizi
- Vízipók-csodapók (1982) – Mérges béka [hang]
- Háry János (1983) rajzfilm – Krucifix [hang]
- Hófehér (1983) rajzfilm – Hóhér [hang]
- István, a király (1984) – Bese
- Az élet muzsikája – Kálmán Imre (1984)
- Szeleburdi vakáció (1987) – Belvizi
- Emberrabló lányok (1989)
- Hyppolyt (1999) – Tóbiás
- Macskafogó 2. – A sátán macskája (2007) rajzfilm – Giovanni Gatto [hang]
- Tejút (2007)

### Tévéfilmek
| - Princ, a katona 1–13. (1966) - Bors (1968) - A fekete város 1–7. (1971) - Villa a Lidón (1971) - Kérem a következőt! I. (1973) rajzfilmsorozat – Sün [hang] - Mekk Elek, az ezermester (1973) bábsorozat – Mekk Elek [hang] - Sólyom a sasfészekben (1973) - Ficzek úr (1974) - Itt járt Mátyás király... (1974) - Vivát, Benyovszky! 1–13. (1975) - A Külföldiek (1975) - Hogyan viseljük el szerelmi bánatunkat?!… (1975) - Állítsátok meg Arturo Uit! (1975) - A legkisebb ugrifüles I–II. (1975–1976) bábsorozat – Hörcsög; További szereplő [hang] - Hosszú utazás (1975) - Asszony a viharban (1975) – Dongó - Vízipók-csodapók I. sorozat – (1976) rajzfilmsorozat – Mérges béka [hang] - Petőfi 1–6. (1977) – Koren, a tanár - Fogságom naplója (1977) - A tanítvány (1977) - A cárné összeesküvése (1977) - Kiálts, város! (1978) - hajdúkapitány Molnár - Földünk és vidéke (1978) – csendőr - Székács a köbön (1978) - Amerikai komédia (1978) – Mansfield, a hajózási cég aligazgatója - Dániel (1978) | - A korona aranyból van (1979) - Disco-Disco (1979) - Mágnás Miska (1979) - Mese az ágrólszakadt Igricről (1980) – főzenész - Süsü, a sárkány 2.-9. (1980-1984) bábsorozat – Hadvezér [hang] - Hol colt, hol nem colt (1980) – Seriff - A 78-as körzet (1982) – Balogh Tamás, tanácsi titkár - Misi Mókus kalandjai (1982) – A gyümölcsös; Sámuel, a teve [hang] - A nagy ho-ho-horgász I–II. (1982–1988) rajzfilmsorozat – A nagy ho-ho-horgász [hang] - Buborékok (1983) - Egymilliárd évvel a világvége előtt (1983) - Napos oldal (1983) - Linda (1983) – Basó / Kő Zoltán - Üvegvár a Mississippin (1985) - Égető Eszter (1989) televíziós sorozat – Józsi - Kéz kezet mos (1990) - Angyalbőrben (1988–1991) – nyomozó - Hölgyek és urak (1991) - Uborka (1992–2002) (szinkronhang) - Öregberény 1–22. (1993–1995) - Kisváros (1993–1994) – Attila, kantinos - Patika (1994) - Szemben a Lánchíd oroszlánja (1995) - A körtvélyesi csíny (1995) - Francia négyes (1998) - Capitaly (2001) – Attila - Hotel Szekszárdi (2002) - Marsra magyar! (2024) |

## Szinkron
- Louis de Funès egyik magyar hangja (Csendőr-sorozat; Jákob rabbi kalandjai; Szárnyát vagy combját?; Horgász a pácban; Hullajó hullajelölt; A nagy átverés; Felszarvazták őfelségét, Nicsak, ki tetovál?; Főnök szoknyában; Robbantsunk bankot!; A nagy vakáció; Fennakadva a fán; Felmondtam, jöjjön vissza!)
- Dodó kacsa negyedik magyar hangja (Tapsi Hapsi – A gyalogkakukk története (2. szinkron, 2006-ban); Tapsi Hapsi – Az 1001 nyúl meséje (2. szinkron, 2006-ban); A bolondos, bolondos, bolondos Tapsi Hapsi mozifilm; Space Jam – Zűr az űrben; Bolondos Dallamok – Újra bevetésen; Szuperdod kalandjai; Eh, badarság! Egy bolondos karácsony)
- Bagoly második magyar hangja (Malacka, a hős; Micimackó)
- Danny DeVito magyar hangja (Reneszánsz ember)
- Harry Potter-filmek – Vernon bácsi
- A dzsungel könyve (2016) – Lajcsi király [hang]
- A fekete tulipán (1964/1980) – La Mouche
- A gumimacik (1985–1991) – Grafi [hang]
- A kis hableány 1–2 (1989, 2000) – Louie [hang]
- A Notre Dame-i toronyőr 1–2 (1996, 2001) – Hugó [hang]
- A szépség és a szörnyeteg 1–2 (1991, 1997) – Lumiere [hang]
- A rózsaszín párduc show I–II. (1969–1970) – Felügyelő [hang] (2. szinkron, 2007-ben)
- Alice Csodaországban (1951) – Dodo [hang]
- Agatha Christie: Poirot (1989) – Hercule Poirot (David Suchet)
- Fedőneve: Pipő (2006) – Alacsony szakács [hang]
- Ford Fairlane kalandjai (1990) – Amos hadnagy
- Garfield 2. (2006) – Lord Dargis (Billy Connolly)
- Hercules (1997) – Philoktétész [hang]
- Hupikék törpikék (1981–1987) rajzfilm – Törpojáca [hang]
- Macskarisztokraták (1970) – Napoleon (hang)
- Mary Poppins (1964) – Mr. George W. Banks
- Mentőcsapat a kenguruk földjén (1990) – Elnök [hang]
- Micsoda nő! (1990) – Jason Alexander (Philip Stuckey)
- Némó kapitány – Conseil inas (Peter Lorre)
- Óvakodj a törpétől (1978) – Moziigazgató (Chuck McCann) (1. szinkron, 1981-ben)
- Polar Expressz (2004) kalauz [hang]
- Rém rom (2006) – Nebbercracker [hang]
- Schimanski kelepcében (1987) – Christian Thanner (Eberhard Feik) (1. szinkron, 1988-ban)
- Reszkessetek, betörők! 1–2 (1990), (1992) – Harry Lime (Joe Pesci)
- Susi és Tekergő 1–2 (1955, 2000) – Scotch [hang]
- Szigorúan bizalmas (1997) – Sid Hudgens (Danny DeVito)
- Todo modo (rendezte: Elio Petri, 1976): Fiatal pap – Nino Costa
- Toy Story 3. – Macó [hang]
- Vacak, az erdő hőse (1997) – Patkány Boris [hang]
- Vad galamb (2006) – Merkúr hadnagy [hang]
- Space Jam – Zűr az űrben (1996) – Varangy úr [hang]
- A pajzán Dagobert király (1984) – I. Dagobert
- Még drágább az életed (1990) – Carmine Lorenzo rendőrkapitány (Dennis Franz)

## Hangjátékok
- Padisák Mihály: Csak bikiniben! (1967)
- Jókai Mór: Erdély aranykora (1969)
- Simonffy András: Két lány apát keres (1969)
- Anton Pavlovics Csehov: A szirén (1970)
- Áprily Lajos: Idahegyi pásztorok (1971)
- Maróti lajos: A kolostor (1971)
- Gogol: A szorocsinci vásár (1972)
- Könyörgés a Naphoz: Grúz költészet (1972)
- Stendhal: A besanconi vádlott (1972)
- Takács Tibor: Erdély köpönyegében (1972)
- Alfred Döblin: Berlin-Alexanderplatz (1973)
- Molière: Úrhatnám polgár (1973)
- Anton Pavlovics Csehov: Színészhistóriák (1974)
- Gyárfás Miklós: Szívdobogás a cseresznyefa alatt (1974)
- Petan, Zarko: A hasonmás (1974)
- Száraz György: A megközelíthetetlen (1974)
- Victor Hugo: 1793 (1974)
- Horowitz, Israel: A indián a Bronxba vágy (1975)
- Dickens: A Pickwick Klub (1975)
- Jan Milcak: Macska (1975)
- Boy, Lornsen: Robi, Tóbi és a Töfröcsó (1976)
- Kolozsvári Grandpierre Emil: Négy-öt magyar összehajol (1976)
- Móricz Zsigmond: Összemesélés (1976)
- Eötvös József: Éljen az egyenlőség! (1977)
- A magyar humor és szatíra története: Elvújítók - nyelvújítók (1977)
- Mándy Iván: Játék a téren (1977)
- Naughton, Bill: Késő éjjel a Watling Streeten (1977)
- Csokonai Vitéz Mihály: A méla Tempefői (1978)
- Fáy András: A különös testamentum (1978)
- Nádor Tamás: Agyagangyal (1979)
- Odze György: A terasz (1979)
- Suksin: Reggelre felébredtek (1979)
- Keleti István: Pacsuli palota (1980)
- A csizmás kandúr (1981)
- Markéta Zinnerová: Házicérna (1981)
- Saint-Exupery: A kis herceg (1981)
- Déry Tibor: Talpsimogató (1982)
- Pállya István: Ravaszy és Szerencsés (1982)
- Tél, tavasz, nyár, ősz - Kompozíció Fekete István írásaiból (1982)
- Fésüs Éva: Gyerünk a víz alá! (1983)
- Sajó András: Gulliver Írországban (1983)
- Muszty Bea–Dobay András: A kék csodatorta (1983)
- Szántó Péter: Nehéz napok éjszakái (1983)
- Csáth Géza: A Janika (1984)
- Gyárfás Miklós: Halálugrás (1984)
- Hegedűs Tibor: Találkozás a Hitchcock-klubban (1984)
- Csetényi Anikó: Az eltérített télapó (1988)
- Gábor Éva: Mackókuckó (1988)
- Páskándi Géza: A szalmabábuk lázadása (1999)

## CD-k és hangoskönyvek
- A kis hableány és más Andersen mesék
- Agatha Christie. Gyilkosság az Orient expresszen
- Agatha Christie: Gyilkosság egy csendes házban
- Kemény Egon – Gál György Sándor – Erdődy János: „Komáromi farsang” daljáték, Breaston & Lynch Média, 2019

## Díjai, elismerései
- Jászai Mari-díj (1982)
- MSZOSZ-díj (1993)
- Pro comedia-díj (1994)
- Területi Prima díj (2010)
- Kossuth-díj (2012)
- Kisújszállás díszpolgára (2017)[13]
- Szolnokért Emlékérem arany fokozata (2018, 2019)
- Bessenyei-díj (2018)
- Budapestért díj (2019)
- Szenes Iván-díj (2019)
- 1956 Pesti Srác díj (2019)[14]
- Szolnok díszpolgára (2022)[15]
- Karinthy-gyűrű (2024)

## Portréfilmek
- Hogy volt?! – Balázs Péter televíziós munkái (2011)
- Hogy volt?! – Balázs Péter (2018)
- Jobboldali Budapest – Balázs Péter (2018)
- Ez itt a kérdés – Balázs Péter (2021)
- Hogy volt?! – Balázs Péter kedvencei (2022)
- Hogy volt?! – Balázs Péter 80 (2023)